# 혼잡통행료

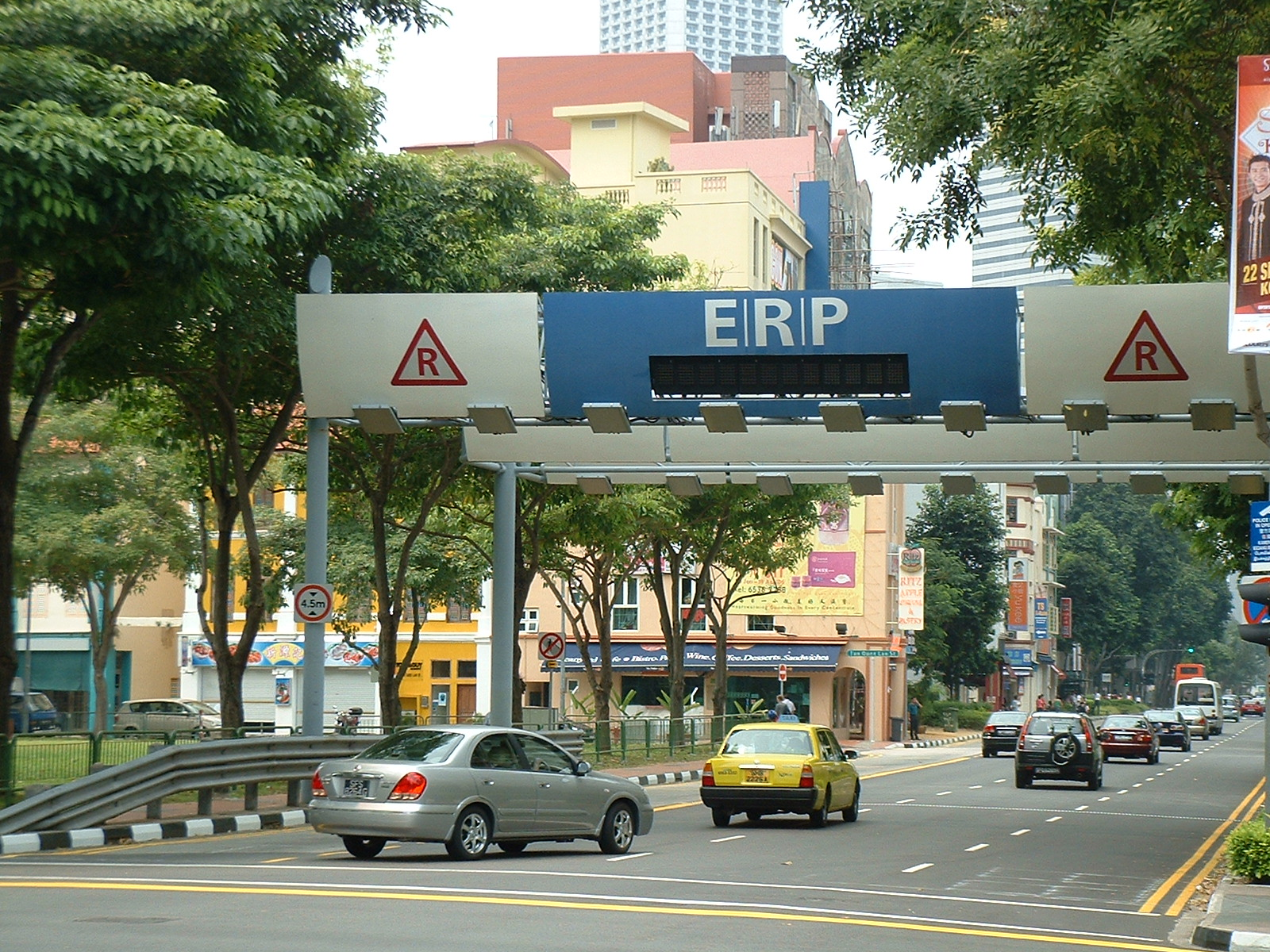

혼잡통행료(混雜通行料, congestion pricing, congestion charges), 교통혼잡비용은 교통 체증을 감소시키기 위하여 공공버스, 전기, 지하철, 전화 등 사용 시 더 높은 최고 요금을 부과하는 등 초과 수요에 노출된 공공재를 사용하는 사용자들에 추가 요금을 부과하는 시스템이다. 항공, 선박 기업은 바쁜 시간대에 공항과 운하를 통해 더 높은 비용을 청구받을 수 있다. 지지자들은 이같은 가격 매기기 정책이 수요를 조절함으로써 공급을 늘리지 않고도 혼잡을 관리할 수 있다고 주장한다.
혼잡통행료 뒷편의 경제이론에 따르면 이 정책의 목적은 자유가격제를 이용하여 사용자들이 최고 수요 시점에서 소비할 때 더 많은 금액을 내야 하는 것을 인지하게끔 만드는 것으로, 제때 제장소에서 수요를 재분배할 수 있도록 장려하며 부정적인 외부성 비용을 강제하고 환경에 대한 영향을 더 잘 인식할 수 있도록 만든다.

## 같이 보기
- 런던 혼잡통행료